# پمفیگوس

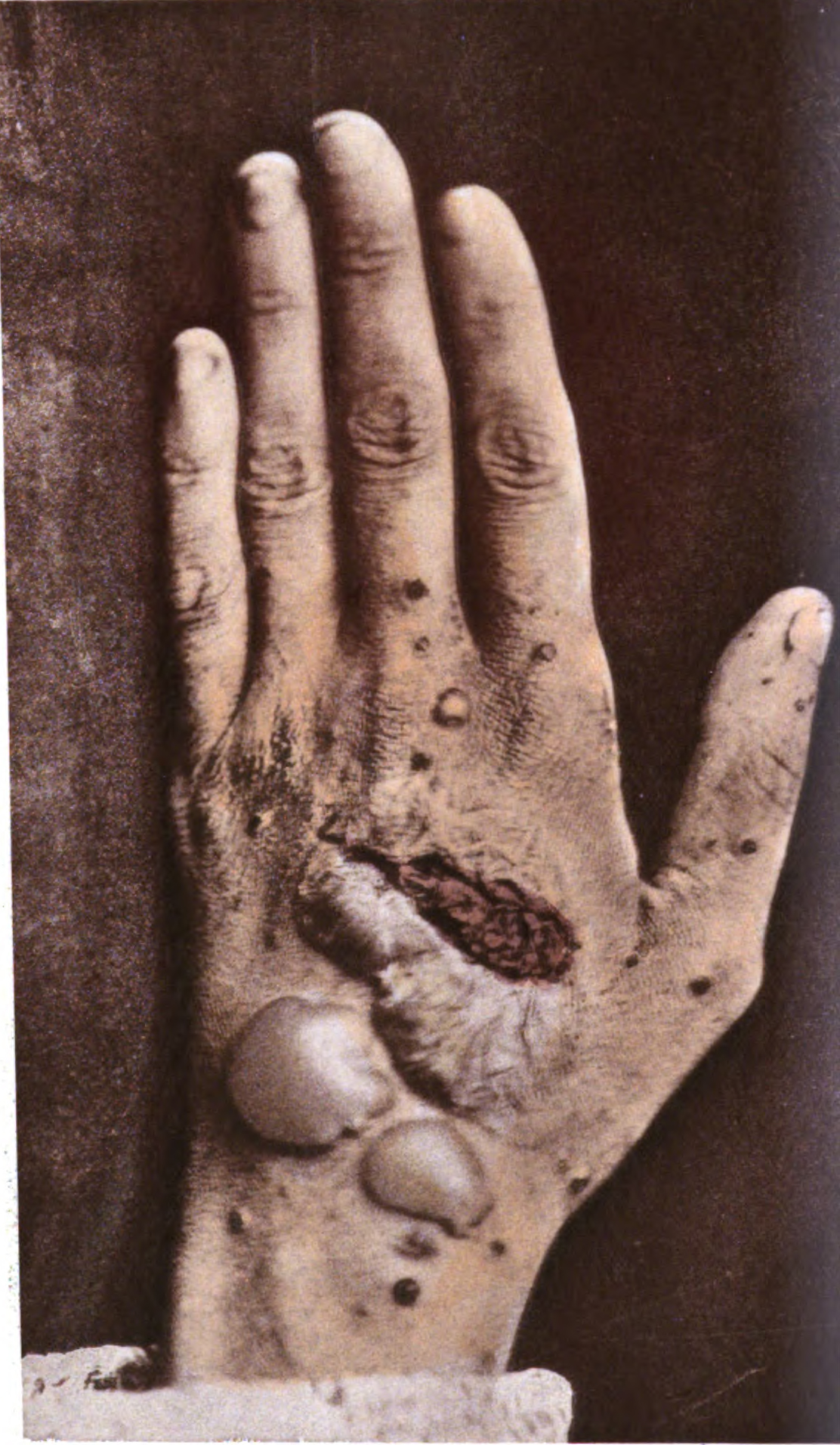
پمفیگوس

پمفیگوس (به انگلیسی Pemphigus) از واژه یونانی pemphix بمعنی تاول و حباب مشتق شده و از بیماری‌های نادر پوستی، با علت نقص در سیستم ایمنی بدن محسوب شده، پوست و غشاهای مخاطی را در بر میگیرد.

علت دقیق بیماری هنوز شناخته نشده، اما آنچه در این بیماری رخ میدهد را می‌توان به از دست رفتن چسبندگی بین لایه‌های شاخی پوست (کراتینوسیت) تعریف نمود.

## علت شناسی
بین سلولهای پوستی، انواع پیوند بین سلولی وجود دارد که یکی از آن‌ها دزموزوم نام دارد. در پیوند دزموزوم، گروهی پروتئین با نام دزموگلین (Desmoglein) نقش چسب بین سلول‌ها را بازی میکنند. در بیماری پمفیگوس، سیستم ایمنی بدن، گروه پروتئین دزموگلین را هدف گرفته و پیوند بین سلولی دزموزوم از بین میرود.به دنبال از بین رفتن پیوند چسب گونه بین سلولی یا همان دزموزوم، زخمهایی در اپیدرم ایجاد شده و به همان علت، مایع میان بافتی به زیر پوست نفوذ کرده و ایجاد تاول می‌کند.

## انواع پمفیگوس
بسته به عمق پیوندهای گسسته شده و نوع نقص ایمنی، سه نوع پمفیگوس وجود دارد. لازم به یادآوری است در تمام موارد نقش ایمنوگلوبین جی IgG مشهود است.
- پمفیگوس وولگاریس (Pemphigus Vulgaris) که ۷۰ درصد موارد این بیماری را در بر میگیرد.
- پمفیگوس فولیکوس (Pemphigus foliaceus) که نوع خوش‌خیم این بیماری است و در لایه سطحی پوست ایجاد می‌شود.
- پمفیگوس نئوپلاستیک (paraneoplastic pemphigus) کمترین آمار موجود ولی نوع بدخیم بیماری.

## تشخیص و علائم
تشخیص دقیق بیماری به عهده متخصص پوست(درماتولوژیست) بوده و علاوه بر علائم ظاهری زخم و بثورات و تاول، با آزمایش‌های تشخیصی سیتولوژی، نمونه برداری پوست و ایمنوفلورسنس (Immunofluorescence)مورد نیاز است.

## داروهای مرتبط
پس از تشخیص، پر کاربردترین داروها شامل سیتوکینها(انواع اینترفرون و اینترلوکین)، انواع داروهای ضد التهاب غیر استروئیدی، آنتی‌بیوتیک (پنیسیلین و مشتقات)، انواع بتا بلاکر، مهارکننده های آنژیوتانسین(ACE inhibitor)، هورمون پروژسترون و آنتاگونیست‌های کلسیم می‌باشد.